# Leutschach

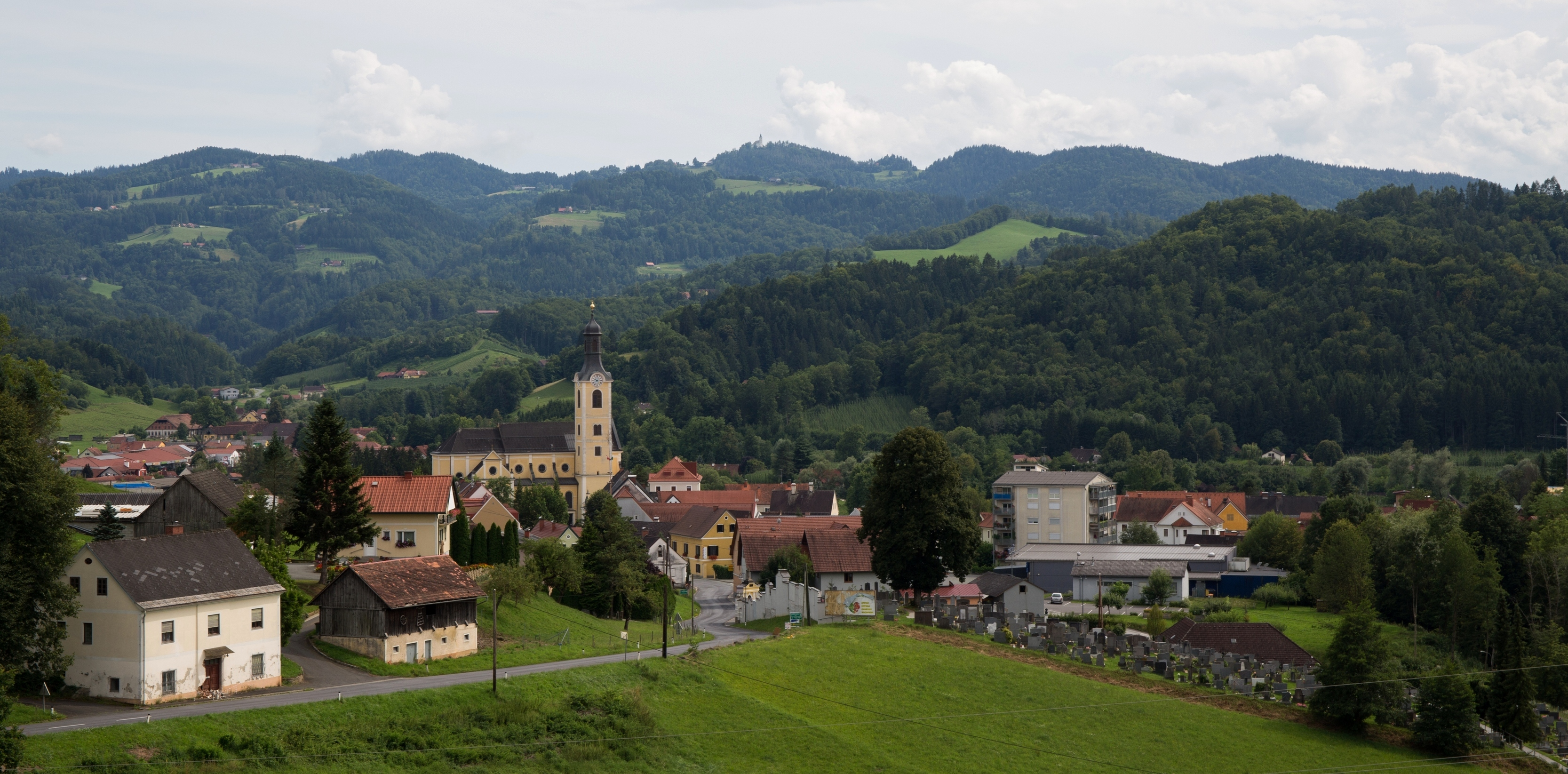
Blick auf Leutschach von Norden

Leutschach (slowenisch Lučane) ist eine Ortschaft und eine ehemalige Marktgemeinde mit 567 Einwohnern (Stand: 31. Oktober 2013) im österreichischen Bundesland Steiermark.
Seit 2015 ist Leutschach mit Schloßberg, Eichberg-Trautenburg und Glanz an der Weinstraße im Rahmen der Gemeindestrukturreform in der Steiermark zur neuen Großgemeinde Leutschach an der Weinstraße zusammengeschlossen.

## Geografie
Die Marktgemeinde ist das Zentrum des südsteirischen Hopfenanbaugebietes (Hopfenanbau in der Steiermark) und eines der Zentren des südsteirischen Weinbaugebietes (Südsteirische Weinstraße). Sie liegt nur wenige Kilometer von der slowenischen Grenze entfernt.

### Geologie
Die Gesteine von Leutschach und Umgebung gehören zu jenen des Poßruck und sind wissenschaftlich untersucht.

## Geschichte
Ein römisches Grab in der Nähe von Leutschach zeugt von der frühen Besiedelung des Pößnitztales. Dieses Tal war als Ausweichstrecke zum gefährlichen Drautal ein wichtiger Verkehrsweg Richtung Osten. Die Burg Schmirnberg diente Jahrhunderte als Schutzburg für durchziehende Händler und Reisende.
1250 wurde der Name Leutschach erstmals urkundlich erwähnt („Liubschach“). 1458 verlieh Kaiser Friedrich III. dem Ort das Marktrecht und die eigene Gerichtsbarkeit.
Die Gemeinde Leutschach entstand 1850 aus dem Werbbezirk Trautenburg und war damals wesentlich größer.
Sie wurde 1882 in die Gemeinden Markt Leutschach, Glanz, Schloßberg und Eichberg aufgeteilt.
Nach dem Friedensvertrag von Saint-Germain, mit dem 1919 die Untersteiermark an den SHS-Staat abgetreten werden musste, befand sich die gesamte Region plötzlich in einer isolierten Grenzlage, was zu wirtschaftlicher Rückständigkeit führte. Nach dem Zweiten Weltkrieg grenzte das Gebiet zwar an das kommunistische Jugoslawien, diese Grenze war aber (im Gegensatz zu den österreichischen Grenzen zu Ungarn und der Tschechoslowakei) nie ein undurchlässiger „Eiserner Vorhang“.

### Pfarrgeschichte

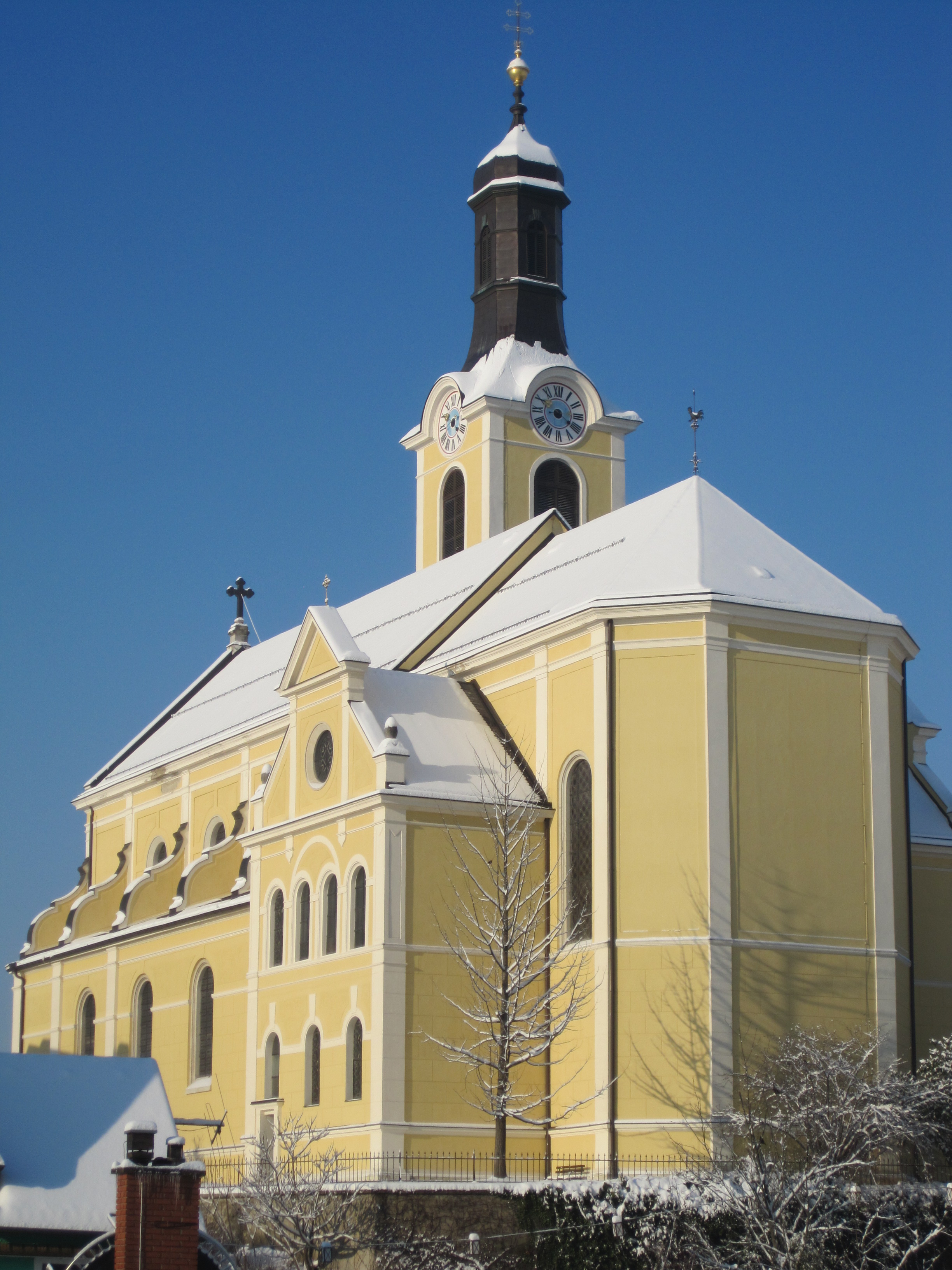
Pfarrkirche Leutschach

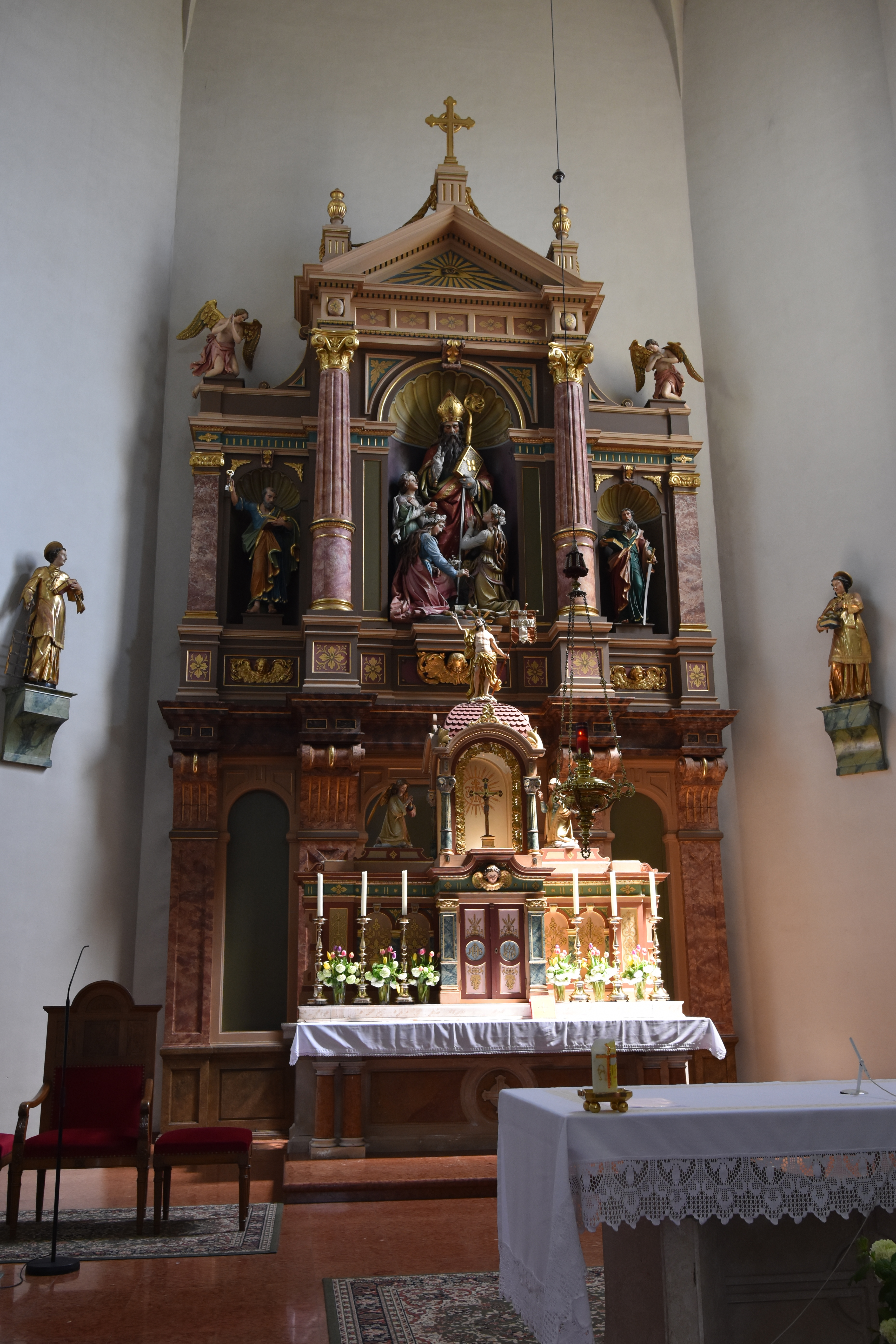
Der Hochaltar der Pfarrkirche

Um das Jahr 1200 bestand bereits eine erste Kirche in Leutschach, geweiht dem hl. Nikolaus, dem Patron der Händler und Reisenden. Im Jahr 1250 war Leutschach bereits eine eigene Pfarre, nachdem sie aus der Pfarre Leibnitz entlassen worden war. Am 2. Jänner 1427 gewährte Papst Martin V. der Kirche von Leutschach einen Ablass.
1786 wurde die Pfarre in die Diözese Graz-Seckau eingegliedert, nachdem sie vorher zur Erzdiözese Salzburg gehört hatte. Seit diesem Jahr wird der Pfarrer von Leutschach auch zum Dechanten ernannt. Die Aufhebung des Dekanates erfolgte erst in den 1970er Jahren.
1816 wurde die Pfarrkirche unter Dechant Krofitsch renoviert; dabei wurden auch die Seitenkapellen angebaut. Neben seinem Priesteramt beschäftigte sich Krofitsch noch mit Mathematik und Architektur. Er schuf eine astronomische Uhr, die heute als eines der wertvollsten Stücke des Wiener Uhrenmuseums gilt.
1901 erfolgte die Gründung eines Kirchenbauvereins zum Umbau und zur Vergrößerung der zu klein gewordenen Pfarrkirche. Der Grundstein zur neuen Kirche wurde am 17. Mai 1908 gelegt; am 29. April 1911 wurde die Konsekration der neuen Pfarrkirche vorgenommen. Die Wappen im Glasfenster nahe dem Hochaltar erinnern an die kräftige Unterstützung des Neubaus durch die damaligen Besitzer von Schloss Trautenburg, das Ehepaar Rüdiger Seutter von Loetzen und Anna, geb. Marchesa Tacoli dei Marchesi di San Possidonio.
1959 wurde die Pfarrkirche aus Anlass „500 Jahre Markterhebung Leutschach“ renoviert. 1973–1977 wurde eine neuerliche Innen- und Außenrenovierung der Pfarrkirche durchgeführt, der 1977–1978 die Renovierung und Umgestaltung des Pfarrhofes folgte.

#### Bedeutende Pfarrherrn des 17. und 18. Jahrhunderts
- 1717–1718 Andreas Safran, der erste in Leutschach geborene Pfarrer
- 1727–1742 Johann Dominikus Furlani, dem man seitens der Obrigkeit großen Seeleneifer und besonderen priesterlichen Wandel nachsagte.
- 1776–1789 Simon Trabas, der zweite bekannte Leutschacher Pfarrer, der in der Pfarre geboren wurde.
- 1790–1821 Johann Michael Krofitsch wurde in Leutschach/Pößnitz geboren. Zu seiner Zeit wurde die Pfarrkirche renoviert und der Pfarrhof ausgebaut. Sein besonderes Interesse galt der Mathematik und der Mechanik. Seine „Kunstuhr“ steht heute im Uhrenmuseum in Wien.

#### Die Dechanten des 20. Jahrhunderts
- Lorenz Vollmeier (1888–1919)
- Ludwig Ribitsch (1919–1931)
- Anton Waude (1932–1941)
- Johann Skoff (1942–1953)
- Peter Reiter (1953–1976)

### Bevölkerungsentwicklung
Der Markt hatte 1889 531 Einwohner und das blieb auch bis zum Jahre 1934 mit kleinen Schwankungen gleich. Die Gründe, warum sich die Bevölkerungszahl trotz der Vergrößerung des Marktes durch Neubauten nicht aufwärts entwickelte, liegt im Absinken der Kinderzahl in den einzelnen Familien. Das setzt sich auch nach dem Zweiten Weltkrieg fort. Viele Neubauten ließen die Bevölkerungszahl des Marktes Leutschach nur auf 645 (2010) steigen. Die Abwanderung junger Leute in Richtung Stadt trägt auch einen Gutteil zu dieser Entwicklung bei.

## Kultur und Sehenswürdigkeiten
- Burgruine Schmirnberg
- Schloss Trautenburg

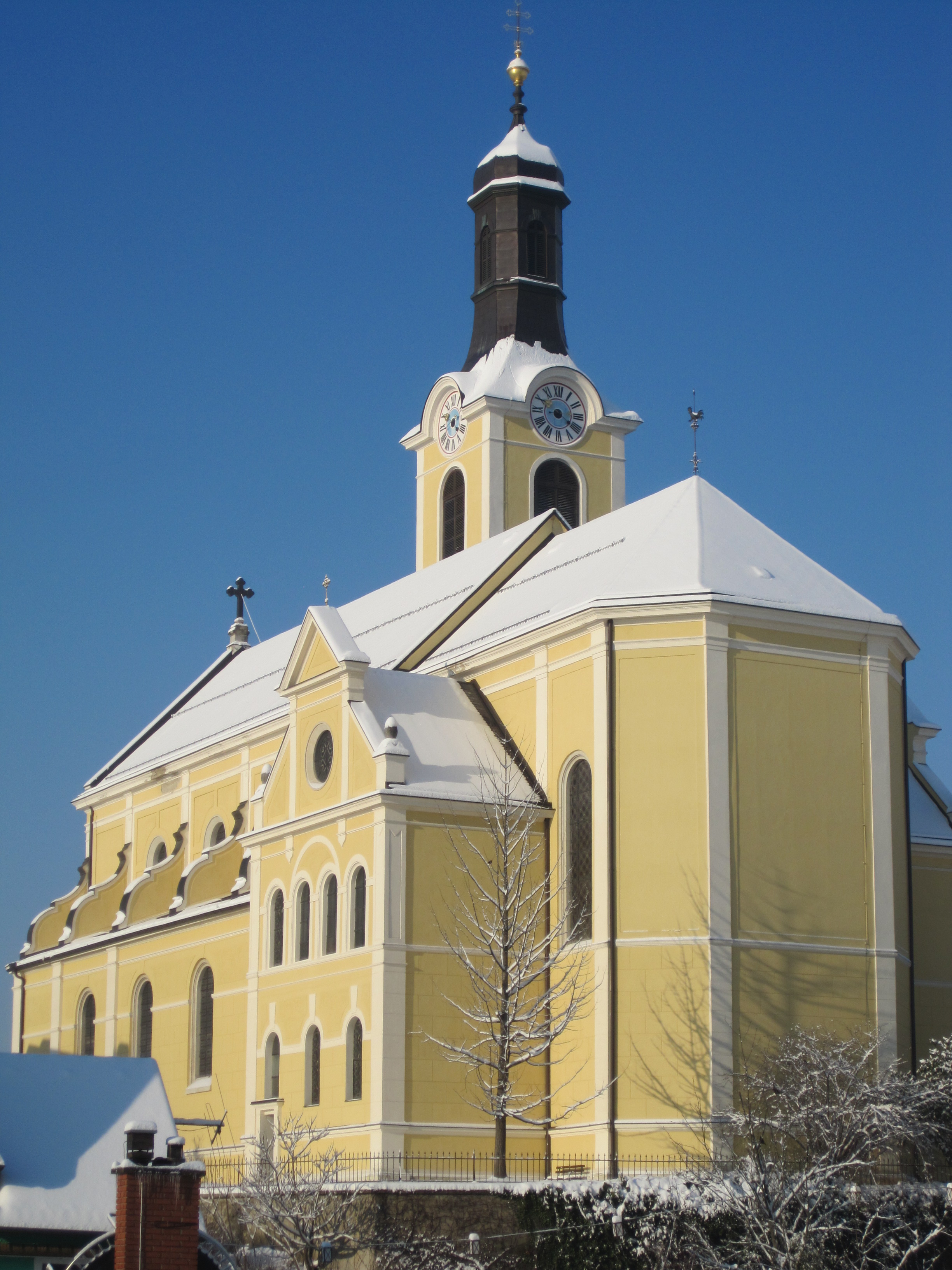
Pfarrkirche Leutschach

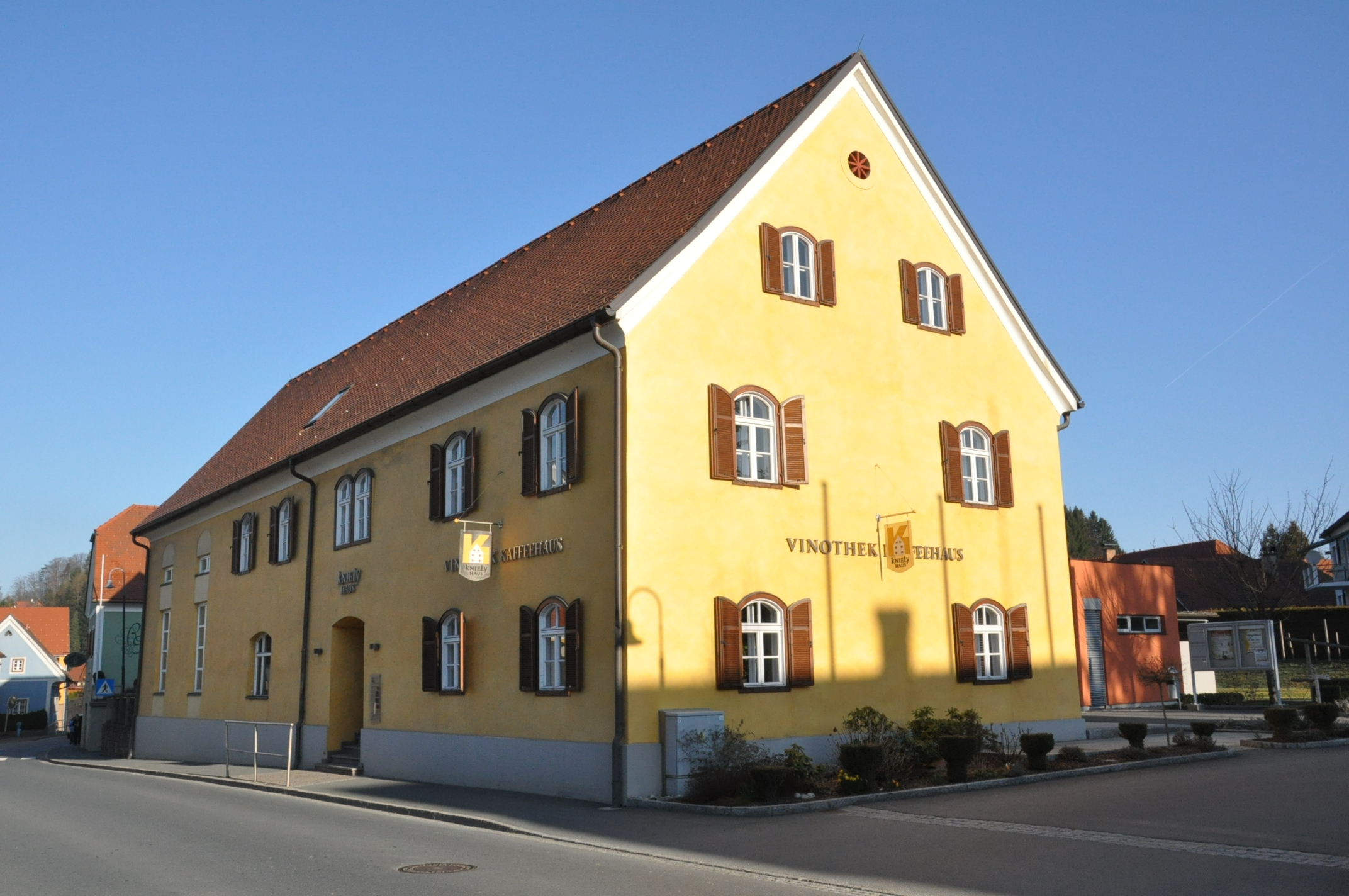
Knielyhaus

- Katholische Pfarrkirche Leutschach hl. Nikolaus
- Heiligengeistklamm
- Knielyhaus: Seit einigen Jahren gibt es mit dem Knielyhaus ein neugeschaffenes Kultur- und Seminarzentrum in Leutschach. Ein breit gestreutes Angebot an kulturellen Veranstaltungen bereichert das kulturelle Leben. Von Konzerten über Ausstellungen, Workshops bis zu Malerwochen reicht das Angebot. Außerdem ist die Musikschule Leutschach in diesem Gebäude untergebracht. Im Jahre 2009 wurde das Knielyhaus großzügig erweitert und für große Seminare und Veranstaltungen adaptiert.

## Wirtschaft und Infrastruktur

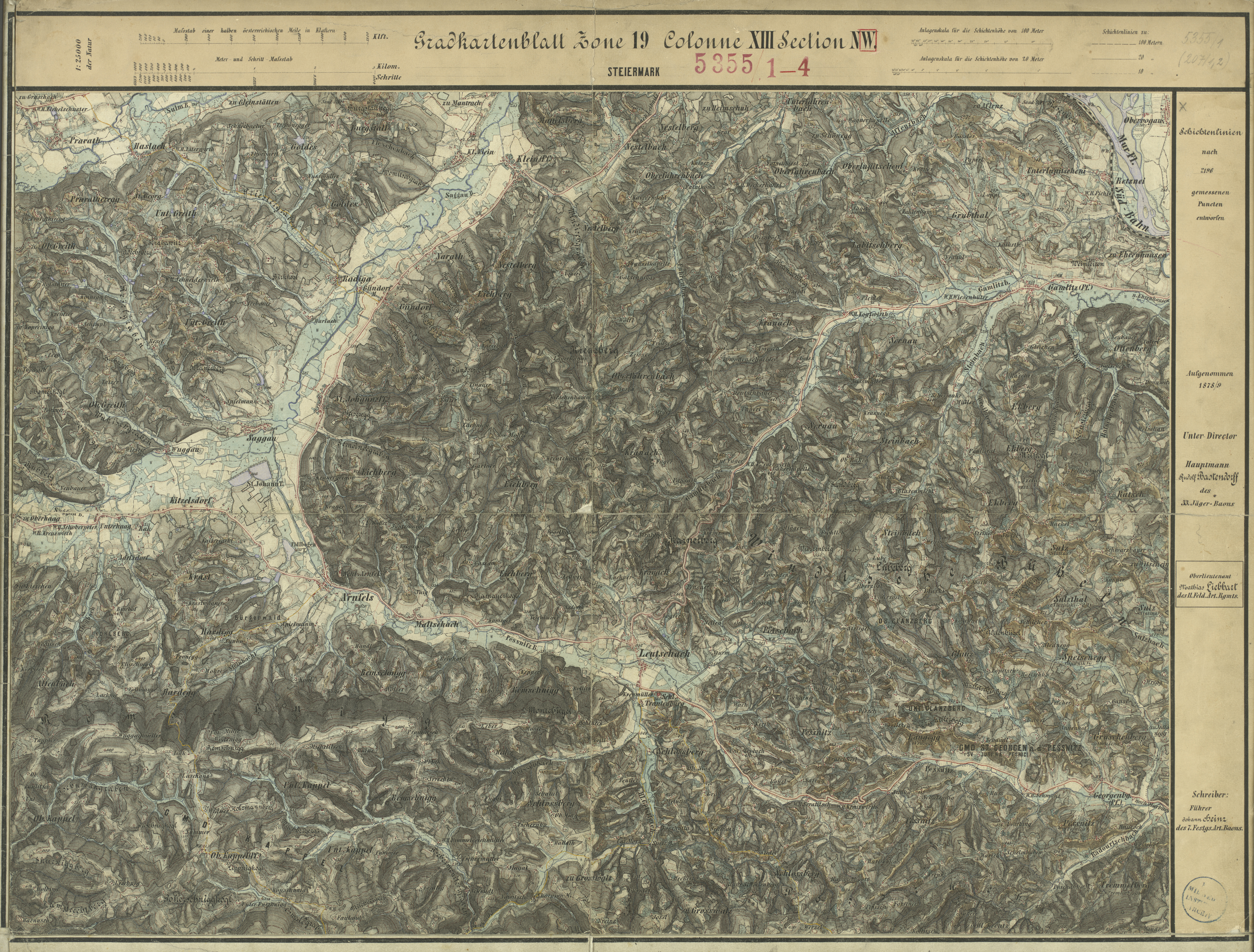
Das Gebiet von Leutschach um das Jahr 1879 (Aufnahmeblatt der 3. Landesaufnahme)

Wirtschaftlich geprägt wird der Weinbau- und Hopfenort durch zahlreiche klein strukturierte Gewerbebetriebe sowie durch den Tourismus. Da die Einnahmen der Grenzlandgemeinden nicht zuletzt durch ihre geographische Randlage stets sehr niedrig waren, bemühte sich das Land Steiermark, diese Gemeinden vermehrt finanziell zu stützen (Schul- und Turnsaalbauten, Bau des Freibades, des Kulturzentrums „Knielyhaus“, Ortsbildverschönerung). Im Gemeindegebiet gibt es viele Wanderwege, unter anderem verläuft der Südalpenweg durch den Ort.
Im April 2007 hat sich Leutschach mit den damaligen Nachbargemeinden Eichberg-Trautenburg, Glanz an der Weinstraße und Schloßberg zur Kleinregion „Rebenland“ zusammengeschlossen. Dadurch wurden infrastrukturelle Maßnahmen wie Freiwillige Feuerwehr, Schulen, gemeinsamer Bauhof oder gemeinsamer Recyclinghof besser koordiniert und finanziell optimiert.

### Hopfenproduktion
Auf Initiative des Bierproduzenten Peter Reininghaus, der nach dem Zweiten Weltkrieg auf der Suche nach Anbaugebieten für den benötigten Hopfen war, fanden sich in Leutschach vier Bauern, die mit dem Anbau von Hopfen begannen. Nach zehn Jahren waren es bereits 96 Bauern, die auf 80 ha Nutzfläche Hopfen anbauten. Hopfen benötigt zur Kultivierung ein besonderes Kleinklima, das im Pößnitztal rund um Leutschach zu finden ist. Die Qualität des Leutschacher Hopfens ist so gut, dass die Brau Union, der Hauptabnehmer des Leutschacher Hopfens, daraus sogar ein eigenes Jahrgangspils braut. Heute bewirtschaften 15 Hopfenbauern ihre Äcker, deren Gesamtanbaufläche mit 80 ha aber gleich geblieben ist.
2008 entstand in Leutschach eine Spezialbrauerei, die mit dem Leutschacher Hopfen Spezialbiere wie Ginseng- oder Kürbisbier braut.

### Bildung
Im Ort Leutschach gibt es einen Pfarrkindergarten, eine Volksschule, eine Neue Mittelschule, eine Musikschule und die alterserweiterte Kindergruppe „Lachtraube“.
Die Hauptschule wurde 1947 gegründet und in der damaligen Klosterschule, die auch die Mädchenvolksschule beherbergte, untergebracht. Erst mit dem Neubau der Volksschule stand der Hauptschule dann ein eigenes Gebäude zur Verfügung.
In Schloßberg gab es noch bis zum Ende des Schuljahres 2011/12 die einklassige Volksschule Großwalz. In Glanz an der Weinstraße gibt es die zweiklassige Volksschule Langegg. Die nächstgelegenen höheren Schulen befinden sich in (Arnfels – HTBLA – Mechatronik), Leibnitz, Deutschlandsberg, Bad Radkersburg und Graz. Auf Grund des Mangels an hochqualifizierten Arbeitsplätzen in der unmittelbaren Region sind zahlreiche besser ausgebildete Jugendliche dazu gezwungen, ihre Heimat zu verlassen und in die Ballungszentren abzuwandern.
213 Bewohner (43,9 %) haben die Pflichtschule absolviert, davon sind 149 Frauen. 157 (32,4 %) haben eine Lehrlingsausbildung (112 Männer, 45 Frauen) und 13 (2,7 %) haben einen Hochschul- bzw. Universitätsabschluss. 

## Politik

### Die Bürgermeister von Leutschach

#### Großgemeinde Leutschach mit Glanz, Eichberg-Trautenburg und Schloßberg (1850 bis 1883)
1850–1852	Josef Ludwig Bayer, Gutsbesitzer zu Amthofen

1852–1859	Ignaz Strohmeier

1859–1861	Philip Dreu

1861–1867	Alois Heu, Kaufmann

1867–1870	Ferdinand Hirzer, Bäcker

1870–1873	Johann Grabner

1873–1876	Alois Kniely, Gastwirt und Bäcker

1876–1882	Ferdinand Hirzer, Johann Brand und Johann Zaunschirm

1882–1883	Josef Hartnagel, Lederer

#### Marktgemeinde Leutschach (ab 1883)
Ab 1883 waren die Bürgermeister nur mehr für die Marktgemeinde Leutschach zuständig, da sich die Gemeinden getrennt haben und in selbständige Verwaltungseinheiten umgewandelt wurden.
1883–1892	Ferdinand Hirzer, Bäcker, Peter Strohmeier

1892–1897	Ignaz Gögner, Hafner

1897–1901	Hugo Hirzer, Bäcker und Postmeister

1901–1904	Michael Löscher, Gastwirt

1904–1910	Alois Kniely, Gastwirt

1910–1913	Hugo Hirzer, Bäcker

1913–1919	Alois Olbicht, Jakob Musger, Alois Kniely

1919–1926	Edmund Buberl, Handelsmann

1926–1928	Alois Kniely, Gastwirt

1928–1938	Alois Supanek, Kaufmann

1938–1944	Alois Bregar, Hutmacher und Gastwirt

1944–1945	Roman Repolusk, Gastwirt

1945–1946	Josef Wagner, Kaufmann; Franz Josef Plasch, Schlossermeister; Anton Tomaschek, Gutsbesitzer zu Amthofen

#### Nach dem Zweiten Weltkrieg
1946–1970	Franz Josef Plasch, Schlossermeister

1970–1985	Josef Renner, Bankbeamter

1985–2005	Karl Neubauer, Schuldirektor

2005–	        Erich Plasch, Kfz-Meister

### Gemeindevorstand
Der letzte Gemeindevorstand setzte sich aus folgenden Mitgliedern zusammen:
- Bürgermeister: Erich Plasch (ÖVP)
- 1. Vizebürgermeister: Reinhold Elsnig (ÖVP)
- 2. Vizebürgermeister: Karl-Heinz Bandur (SPÖ)

Gemeindekassier: Wilhelm Weiss (ÖVP)
weit. Vorstandsmitglied: Karl Körbler (ÖVP)

### Wappen
Am 1. September 1625 bestätigte Kaiser Ferdinand II. dem Markt Leutschach seine Privilegien sowie ein Wappen.

Blasonierung (Wappenbeschreibung): „als nemblich einen Rothen Schilt, darin ein Gelber Goldtfarber Lew, mit offnem rächen, roth außgeschlagner Zungen, vnd zurück vber sich gewundenen doppelten Schwantz, auf seinen hindern füessen aufrecht gegen der rechten seitten stehundt vnd in seinen vordern Prancken ein gelb oder goldtfarbnes Scheidt für sich haltendt, erscheinen thuet.“

### Partnergemeinden
Seit 1985 besteht eine Partnerschaft mit dem Markt Feucht bei Nürnberg. Die von der Freiwilligen Feuerwehr Leutschach und der Freiwilligen Feuerwehr Moosbach in Franken initiierte Partnerschaft wird durch gegenseitige Besuche und regem Kulturaustausch immer wieder intensiviert.
Außerdem besteht noch eine Partnerschaft mit Caska in der Slowakei.

## Persönlichkeiten

### Ehrenbürger
- Peter Reininghaus, Brauereibesitzer, Förderer des Leutschacher Hopfenanbaues
- Amalia Schwaiger, Lehrerin, Verfasserin des ersten Heimatbuches und des Häuserbuches von Leutschach
- Karl Wagner, Distriktsarzt
- Dechant Peter Reiter, ehemaliger Pfarrer und Dechant von Leutschach
- Josef Bandur (1918–1994), Kaufmann
- Willhelm Kostron (23. November 1915 bis 6. Mai 2016), Distriktsarzt, Obmann Kulturverband Südmark, Gründungsobmann Sportunion Leutschach
- Hildegard Nagy, ehemalige Volksschuldirektorin
- Helene Schwarzl, ehemalige Vizebürgermeisterin
- Konsistorialrat Blasius Klug, ehemaliger Pfarrer von Leutschach (1976–2009)
- LAbg. Peter Tschernko, ehemaliger Bürgermeister von Eichberg-Trautenburg
- 1984: Josef Krainer (1930–2016), Landeshauptmann der Steiermark 1980–1996[9]

### Söhne und Töchter der Gemeinde
- Franz Unger (1800–1870), österreichischer Botaniker, Paläontologe und Pflanzenphysiologe
- Konrad Jarz (1842–1909), Abenteurer, Historiker und Geograf
- Anton Šantel (1845–1920), Lehrer, Stenograf, Übersetzer und Autor
- Nicos Jaritz (* 1953), Perkussionist und Bandleader
- Harry Muster (* 1976), Mitglied der Schlagerband „Die Paldauer“

### Mit der Gemeinde verbundene Persönlichkeiten
- Gregor F. Waltl (* 1969), Radio- und TV-Moderator